# Diócesis de Bielsko-Żywiec
La diócesis de Bielsko-Żywiec (en latín: Dioecesis Bielscensis-Zyviecensis y en polaco: Diecezja bielsko-żywiecka) es una circunscripción eclesiástica de la Iglesia católica en Polonia. Se trata de una diócesis latina, sufragánea de la arquidiócesis de Cracovia. Desde el 16 de noviembre de 2013 su obispo es Roman Pindel.

## Territorio y organización

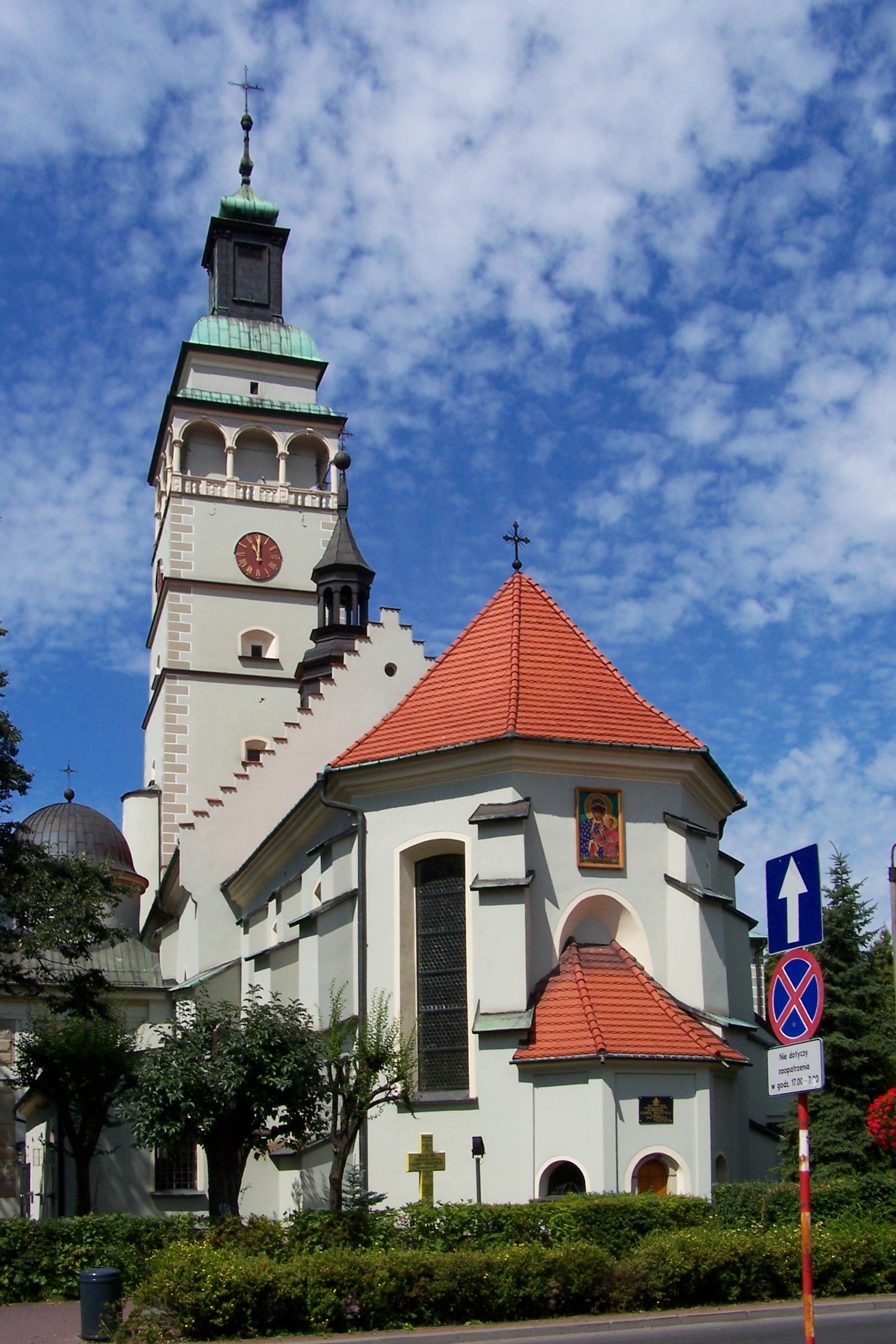
Concatedral de la Natividad de la Virgen María, Żywiec

La diócesis tiene 3000 km² y extiende su jurisdicción sobre los fieles católicos de rito latino residentes en los distritos de Bielsko, Cieszyn y Żywiec, ubicados en la parte meridional del voivodato de Silesia.

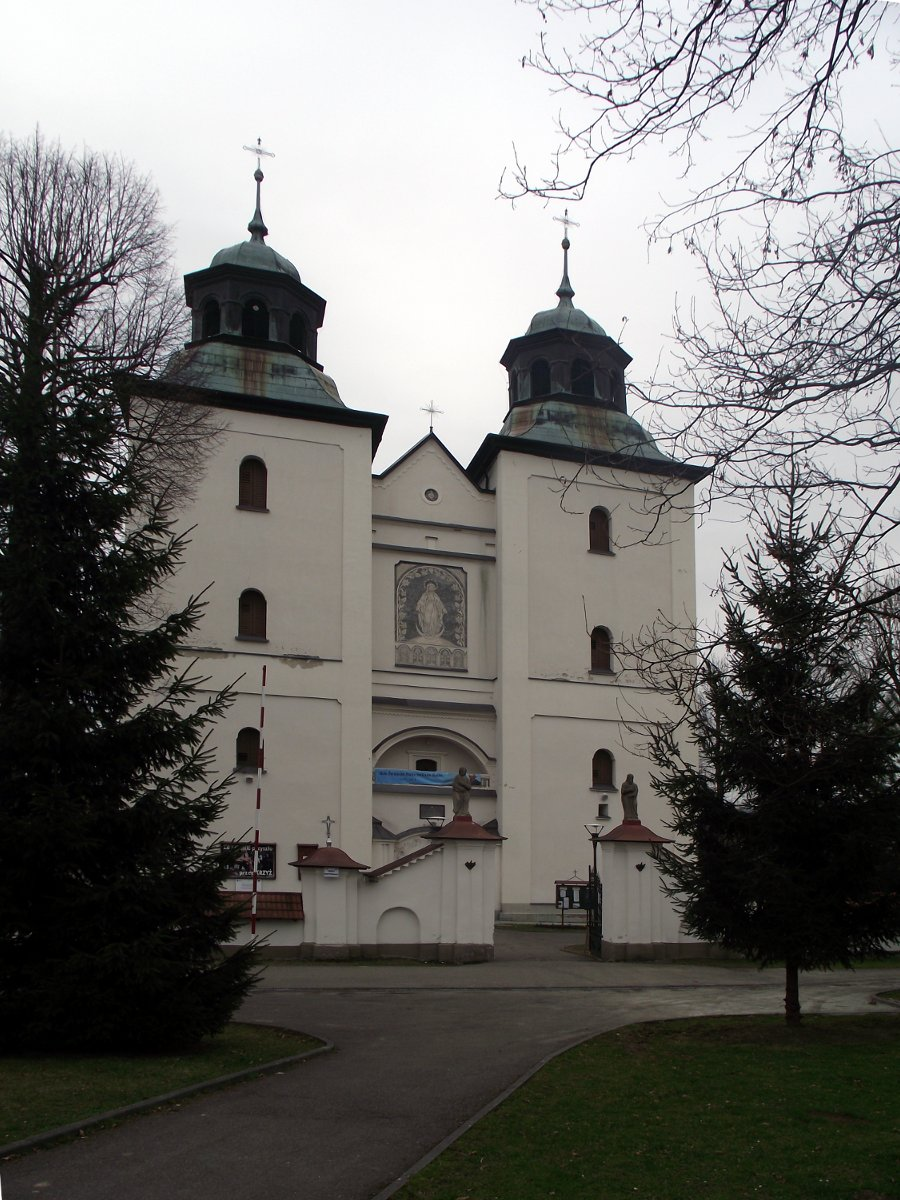
Basílica menor de San Nicolás, Rychwałd

La sede de la diócesis se encuentra en la ciudad de Bielsko-Biała, en donde se halla la Catedral de San Nicolás. En Żywiec se encuentra la Concatedral de la Natividad de la Virgen María. En el territorio de la diócesis hay dos basílicas menores: la basílica de la Visitación de la Virgen María, en Bielsko-Biała, y la basílica santuario de San Nicolás, en Rychwałd.
En 2022 en la diócesis existían 210 parroquias agrupadas en 23 decanatos: Andrychowski, Bielsko-Biała I (Centralny), Bielsko-Biała II (Starobielski), Bielsko-Biała III (Wschodni), Cieszyński, Czechowicki, Goleszowski, Istebniański, Jasienicki, Jawiszowicki, Jeleśniański, Kęcki, Łodygowicki, Międzybrodzki, Milowski, Osiecki, Oświęcimski, Radziechowski, Skoczowski, Strumieński, Wilamowicki, Wiślański y Żywiecki.

## Historia
La diócesis fue erigida el 25 de marzo de 1992 por el papa Juan Pablo II mediante la bula Totus Tuus Poloniae populus, obteniendo el territorio de la diócesis de Katowice (que al mismo tiempo fue elevada al rango de arquidiócesis metropolitana) y de la arquidiócesis de Cracovia.
El 7 de octubre de 1993, con la carta apostólica Christifideles dioecesis, el papa Juan Pablo II confirmó a san Maximiliano Kolbe como patrono principal de la diócesis, a san Juan Cancio y al beato Juan Sarkander como patronos secundarios.

## Estadísticas
Según el Anuario Pontificio 2023 la diócesis tenía a fines de 2022 un total de 657 660 fieles bautizados.
| Año                                                                             | Población            | Población | Población      | Sacerdotes | Sacerdotes    | Sacerdotes    | Bautizados por sacerdote | Diáconos permanentes | Religiosos | Religiosos | Parroquias |
| Año                                                                             | Bautizados católicos | Total     | % de católicos | Total      | Clero secular | Clero regular | Bautizados por sacerdote | Diáconos permanentes | Varones    | Mujeres    | Parroquias |
| ------------------------------------------------------------------------------- | -------------------- | --------- | -------------- | ---------- | ------------- | ------------- | ------------------------ | -------------------- | ---------- | ---------- | ---------- |
| 1999                                                                            | 742 526              | 808 990   | 91.8           | 559        | 458           | 101           | 1328                     |                      | 121        | 522        | 197        |
| 2000                                                                            | 742 300              | 808 900   | 91.8           | 567        | 464           | 103           | 1309                     |                      | 121        | 520        | 202        |
| 2001                                                                            | 743 100              | 808 850   | 91.9           | 576        | 470           | 106           | 1290                     |                      | 122        | 526        | 203        |
| 2002                                                                            | 740 200              | 807 800   | 91.6           | 580        | 470           | 110           | 1276                     |                      | 125        | 515        | 203        |
| 2003                                                                            | 740 000              | 807 500   | 91.6           | 593        | 484           | 109           | 1247                     |                      | 125        | 520        | 203        |
| 2004                                                                            | 730 500              | 807 000   | 90.5           | 590        | 479           | 111           | 1238                     |                      | 129        | 541        | 204        |
| 2006                                                                            | 700 000              | 800 000   | 87.5           | 605        | 485           | 120           | 1157                     |                      | 143        | 523        | 204        |
| 2012                                                                            | 680 700              | 766 300   | 88.8           | 634        | 499           | 135           | 1073                     |                      | 152        | 480        | 207        |
| 2015                                                                            | 680 000              | 770 000   | 88.3           | 646        | 525           | 121           | 1052                     |                      | 136        | 450        | 210        |
| 2018                                                                            | 664 179              | 764 508   | 86.9           | 688        | 545           | 143           | 965                      |                      | 156        | 442        | 210        |
| 2020                                                                            | 663 286              | 766 872   | 86.5           | 685        | 555           | 130           | 968                      |                      | 189        | 436        | 210        |
| 2022                                                                            | 657 660              | 763 050   | 86.2           | 638        | 518           | 120           | 1030                     |                      | 181        | 410        | 210        |
| Fuente: Catholic-Hierarchy, que a su vez toma los datos del Anuario Pontificio. |                      |           |                |            |               |               |                          |                      |            |            |            |

## Episcopologio
- Tadeusz Rakoczy (25 de marzo de 1992-16 de noviembre de 2013 retirado)
- Roman Pindel, desde el 16 de noviembre de 2013